# ثقافة الصم في الولايات المتحدة
في الولايات المتحدة، ولدت ثقافة الصم في ولاية كونيتيكت عام 1817 في المدرسة الأمريكية للصم، عندما قام توماس جالوديت بتجنيد مدرس أصم من فرنسا، لوران كليرك، للمساعدة في تأسيس المؤسسة الجديدة. تحت إشراف وتوجيه كليرك في اللغة وطرق المعيشة، بدأ الطلاب الصم الأمريكيون في تطوير استراتيجياتهم الخاصة للتواصل والمعيشة، والتي أصبحت بمثابة جوهر تطوير ثقافة الصم الأمريكية.

## مقدمة
يُعرف الأمريكي الأصم على أنه أحد أعضاء الأقلية اللغوية للغة الإشارة الأمريكية (ASL). على الرغم من كونهم صمًا طبيًا، فإن أطفال الأشخاص الصم وعدد قليل من الأشخاص الذين يسمعون والذين يتعلمون لغة الإشارة الأمريكية يمكن تبنيهم في مجتمع الصم الأوسع. وعلى العكس من ذلك، فإن مصطلح "الصم الأمريكي" لا يشمل جميع الأشخاص الذين يعانون من فقدان السمع، بل يشمل فقط أولئك الذين يستخدمون لغة الإشارة الأمريكية كلغة أساسية.

## مصطلحات

### أصموأصم
في عام 1972، اقترح البروفيسور جيمس وودوارد، المدير المشارك لمركز علم لغة الإشارة ودراسات الصم في الجامعة الصينية في هونج كونج منذ عام 2004، التمييز بين الصمم وثقافة الصم. واقترح استخدام كلمة أصم (مكتوبة بحرف صغير d) للإشارة إلى الحالة السمعية للصمم، وكلمة أصم (مكتوبة بحرف كبير D) للإشارة إلى ثقافة الصم.
يُعرِّف أحد اللوائح الحكومية الأمريكية الصادرة عن وزارة الخدمات الإنسانية في ولاية كولورادو الصم (بأحرف كبيرة) على أنهم "مجموعة من الأشخاص، ذوي حدة سمع متفاوتة، ووسيلة التواصل الأساسية لديهم هي لغة بصرية (لغة الإشارة الأمريكية (ASL) في الولايات المتحدة بشكل أساسي) ولديهم تراث وثقافة مشتركة،" ولديه تعريف منفصل للصم (بأحرف صغيرة).
وقد أُعتمدت هذه الاتفاقية على نطاق واسع في الثقافة والأدب العلمي باللغة الإنجليزية، وإلى حد ما في لغات أخرى. ويُستخدم المصطلحان أيضًا على نطاق واسع للإشارة إلى مجموعات متميزة ولكنها متداخلة جزئيًا من الأشخاص: الصم (أولئك الذين يعانون من فقدان كبير للسمع) مقابل الصم (أولئك الذين يتعرفون على ثقافة الصم ويستخدمون لغة الإشارة كوسيلة أساسية للتواصل). ومع ذلك، لا يقوم الجميع بهذا التمييز؛ إذ يشير البعض إلى أن هناك العديد من الطرق التي يمكن أن يصبح المرء "أصمًا" من خلالها، وأن التمييز البسيط بين الاتجاهين مقيد للغاية.
في ثقافة الصم، رُفضت لغة الشخص أولاً (أي الشخص الأصم، الشخص الذي يعاني من ضعف السمع) منذ فترة طويلة حيث يُنظر إلى الصمم ثقافيًا على أنه مصدر للقبول الذاتي الإيجابي. بدلاً من ذلك، تستخدم ثقافة الصم لغة الصم أولاً: الشخص الأصم أو الشخص ضعيف السمع. حرف D الكبير - الصم كما ذكرنا سابقًا، يُشار إليهم بالطالب الذي يحدد هويته أولاً. الحرف الصغير d- الصمم هو عندما يعاني الشخص من فقدان السمع: عادةً، أولئك الذين يعتبرون أنفسهم أصمًا، أولاً وقبل كل شيء قبل أي هوية أخرى.

### ضعاف السمعوضعاف السمع
غالبًا ما يستخدم البعض مصطلح 'ضعيف السمع' اعتقادًا بأنه أكثر تهذيبًا من 'الصم'، غير أن العديد من أفراد مجتمع الصم يرفضون هذا المصطلح لأسباب متعددة. من المرجح أن يُستخدم من قبل الأشخاص الذين يعانون من فقدان السمع الخفيف أو المتوسط أو الأشخاص الذين أصيبوا بالصمم في مرحلة البلوغ بدلاً من أولئك الذين نشأوا وهم أصم. على النقيض من ذلك، فإن أولئك الذين يتماهون مع حركة ثقافة الصم يرفضون عادةً تسمية "ضعيف السمع" وغيرها من التسميات التي تشير إلى أن الصمم هو حالة مرضية، وينظرون إليه بدلاً من ذلك باعتباره محورًا للفخر. علاوة على ذلك، يركز المصطلح بشكل كامل على الحالة الجسدية للصمم، بينما يتجاهل التمييز اللغوي والثقافي بين أولئك الذين يوقعون وينتمون إلى ثقافة الصم، وأولئك الذين لا يفعلون ذلك.
يُفضل استخدام مصطلح ضعيف السمع على مصطلح ضعيف السمع داخل مجتمع الصم الأمريكي، ويُقبل كمصطلح محايد دون دلالات سلبية أو مرضية، دون أي إشارة إلى عمر بداية المرض. يشير هذا المصطلح بشكل عام إلى الأشخاص الذين يعتمدون بشكل أساسي على اللغة المنطوقة للتواصل أو الذين يعانون من فقدان سمع خفيف أو متوسط. مصطلح لغة الإشارة الأمريكيةHARD-OF-HEARING يوجد وهو معادل تقريبًا للمصطلح الإنجليزي.

### المصطلحات المهجورة:الصم البكموالصم البكم
العديد من المصطلحات التي كانت تستخدم في السابق للإشارة إلى الصم لم تعد مستخدمة بعد الآن وقد يُنظر إليها إما على أنها قديمة أو إهانة، مثل الصم البكم أو الصم والبكم. في السابق كانت هذه المصطلحات محايدة، أو مقبولة على الأقل، كما يمكن أن نرى من الألقاب مثل لاعب البيسبول دمي هوي، أو الأسماء السابقة للمؤسسات التعليمية، التي أعيدت تسميتها منذ ذلك الحين، مثل مدرسة بنسلفانيا للصم (المعروفة سابقًا باسم معهد بنسلفانيا للصم والبكم)، وجامعة جالوديت (المعروفة سابقًا باسم الكلية الوطنية للصم والبكم).
الصم والبكم هي ترجمة حرفية للكلمة الفرنسية sourd-muet والتي كانت قيد الاستخدام بالفعل في فرنسا في القرن التاسع عشر، في أعمال مؤسس مدرسة الصم في باريس، وكذلك في اسم المدرسة، المؤسسة الوطنية للصم في باريس. وبما أن بعض الصم يستطيعون التحدث أيضًا، فإن مصطلح الصم البكم ليس دقيقًا. كانت كلمة dumb تعني "غير قادر على الكلام" لعدة قرون في اللغة الإنجليزية قبل أن تكتسب معنى "غبي" كمعنى ثانوي في القرن التاسع عشر، ولكن بما أن "غبي" أصبح الآن المعنى الأساسي، على الرغم من أن المصطلح لا يزال مفهومًا على نطاق واسع بالمعنى الثانوي في التعبير المعين، فمن غير المناسب الآن الإشارة إلى الأشخاص الصم.

## لغة
إن تاريخ الصم الأميركيين، في معظمه، يوازي تاريخ لغة الإشارة الأميركية (ASL).
على الرغم من أن هوية الصم الأمريكيين ترتبط الآن بقوة باستخدام لغة الإشارة الأمريكية، إلا أن جذورها يمكن العثور عليها في مجتمعات الصم المبكرة على الساحل الشرقي الأمريكي، بما في ذلك تلك التي تواصلت باستخدام لغة الإشارة في مارثا فينيارد. ازدهرت لغة الإشارة في جزيرة مارثا فينيارد نتيجة الضرورة، نظرًا لوجود عدد كبير من الأمريكيين الصم الذين يحملون الصمم الوراثي في المنطقة. أصبحت اللغة شائعة جدًا، حتى أن عمال الكرم الذين يسمعون يعتمدونها.ساهمت لغة الإشارة المستخدمة في جزيرة فينيارد في إثراء لغة الإشارة الأمريكية الحديثة، بإضافة مئات العلامات التي لا تزال مستخدمة حتى اليوم.
كان أحد الأحداث المهمة في تاريخ الصم الأمريكيين هو إدخال نظام الإشارة المنهجي لـ Abbé de l'Epée للأطفال الصم في المدرسة الأمريكية للصم في عام 1817 بواسطة لوران كليرك، وهو فرنسي يرافق توماس جالوديت ليصبح أول معلم في المدرسة.
استمر هذا التقليد حتى عام 1880 عندما بدأت الشفوية (تشجيع التحدث) تحل محل اليدوية (تشجيع الإشارة) باعتبارها النهج السائد في تعليم الصم، مما أدى تقريبًا إلى محو لغة الإشارة الأمريكية وثقافة الصم في أمريكا. كانت الفلسفة الشفهية هي الفلسفة الرئيسية في تعليم الصم حتى عام 1965 عندما زعم اللغوي ويليام ستوكوي أن لغة الإشارة الأمريكية يجب اعتبارها لغة كاملة تتمتع بكل القوة التعبيرية لأي لغة شفهية. وقد أدى هذا تدريجيا إلى زيادة احترام واستخدام لغة الإشارة.

## فن الصم
تميّز الفنانون الصم بإنجازاتهم اللافتة، مدفوعة بعدة عوامل تفسر ميولهم الطبيعية نحو الفنون البصرية. ومن أبرز هذه العوامل: العوامل البيولوجية، والعزلة الاجتماعية، والطابع الجوهري لهوية الصم.
باعتبارهم "أصحاب العين"، ينجذب الأشخاص الصم بشكل طبيعي إلى الفنون البصرية.
قد تكون الرغبة في التعبير عن أنفسهم للعالم من خلال وسيلة يمكن الوصول إليها بصريًا سببًا لوجود مثل هذا المجتمع القوي للفنانين الصم. ونتيجة للإحباط الناجم عن التواصل المحدود في الحياة المنزلية والمدرسة (الذي يؤدي إلى الشعور بالعزلة)، أفاد العديد من الفنانين الصم أن الفن يخلق لهم طريقة للتعبير بحرية عن أفكارهم ومشاعرهم. على غرار فن المجموعات المهمشة والمضطهدة الأخرى، يميل فن الصم إلى أن يكون بمثابة وعاء يمكن من خلاله إظهار هوية الصم (جوهر الصم).
تعبر الفنانة الأمريكية الصماء كريستين صن كيم عن إحباطها من عالم السمع باستخدام الفنون البصرية والمنشآت التفاعلية وفن الأداء.

### دي فيا (فن عرض/صورة الصم)
أُقترح مفهوم De'VIA من قبل فنانين الصم في عام 1989 في مهرجان Deaf Way، ويمثل العناصر الموجودة في حركة الفن للصم. بيتي ميلر وتشاك بيرد هما المؤسسان الأكثر شهرة لحركة De'VIA الفنية.

#### الفرق بين الفنانين الصم و De'VIA
يقوم الفنانون الصم بإنشاء واستخدام الفن بأي شكل من الأشكال، ويخضعون لنفس المعايير مثل أي فنان آخر. أُنشئت دي فيا عندما يرغب الفنانون الصم في التعبير عن هويتهم الصم و/أو تجربتهم الصم من خلال فنهم. من الممكن ألا يعمل الفنانون الصم ضمن دي فيا.

#### مواضيع المقاومة والتأكيد
يمكن تعريف العديد من أعمال ديفيا بأنها فن المقاومة، وهي ظاهرة حديثة في ثقافة الصم. تصور قطعة بيتي ميلر "أميسلان المحظور" (1972) يدين مقيدتين وأطراف أصابع مقطوعة؛ شجعت هذه الصورة القوية المزيد من الصم على الكشف عن تجارب طفولتهم مع الصمم والتحدث من خلال الفن.
في العديد من أعمال تشاك بيرد الفنية، يدمج بذكاء أشكال اليد بلغة الإشارة الأمريكية في أشكال الأشياء التي تشير إليها. على سبيل المثال، تحتوي قطعة عمله بعنوان أمريكا على خطوط علم الولايات المتحدة الأمريكية مدمجة في علامة أمريكا. يقدم De'VIA مشاهد من الجوانب ذات المغزى لكون الشخص أصمًا والتي تؤكد على الحياة الغنية التي يتمتع بها الأشخاص الصم.
| المقاومة مقابل التأكيد | المقاومة مقابل التأكيد |
| مقاومة ديفيا           | تأكيد ديفيا            |
| ---------------------- | ---------------------- |
| السمعية                | التمكين                |
| الشفوية                | لغة الإشارة الأمريكية  |
| الدمج                  | انتساب                 |
| زراعة القوقعة          | التثاقف                |
| ارتباك الهوية          | قبول                   |
| تحسين النسل            | الصمم                  |

## معايير الثقافة الأمريكية للصم
- يُفضل استخدام لغة الإشارة الأمريكية (ASL) على الرموز الثانوية مثل اللغة الإنجليزية الدقيقة الموقّعة (SEE). لغة الإشارة الأمريكية هي لغة منفصلة عن اللغة الإنجليزية، ويرفض مجتمع الصم لغة الإشارة الشبيهة باللغة الإنجليزية.
- من المهم الحفاظ على مستوى عالٍ من الوعي بكل ما يحدث في البيئة المحيطة بنا والمساعدة في إبقاء الآخرين على اطلاع مماثل لأن "الصم ليس لديهم إمكانية الوصول إلى الضوضاء التي تمنحنا مؤشرات على ما يفعله الآخرون عندما يكونون خارج نطاق الرؤية". من الشائع تقديم معلومات مفصلة عند المغادرة مبكرًا أو الوصول متأخرًا، ويعتبر حجب مثل هذه المعلومات أمرًا وقحًا.
- تعتبر المقدمات جانبًا مهمًا من ثقافة الصم. وهذا يوضح الجهد المبذول لإيجاد أرضية مشتركة. "إن البحث عن الروابط هو البحث عن الترابط."
- و يُنظر إلى الوقت أيضًا بطريقة مختلفة بالنسبة لمجتمع الصم. إن الحضور المبكر إلى الأحداث واسعة النطاق، مثل المحاضرات، أمر طبيعي. ويرجع ذلك إلى الحاجة إلى الحصول على مقعد يوفر أفضل وضوح بصري للشخص الصم. ومن الشائع أيضًا التأخر عن المناسبات الاجتماعية مثل لقاء الأصدقاء لتناول القهوة أو اللعب مع الأطفال. قد يعود السبب في ذلك إلى أنه، حتى السنوات القليلة الماضية ومع انتشار الرسائل النصية، كان من شبه المستحيل إبلاغ صديق بالتأخر عن الموعد. ومع ذلك، في المناسبات الاجتماعية للصم، مثل الحفلات، من الشائع أن يبقى الأشخاص الصم لفترات طويلة من الوقت، لأن التضامن والمحادثات في التجمعات الاجتماعية للصم تحظى بالتقدير في ثقافة الصم. يمكن تفسير ذلك بحقيقة أن مجتمع الصم يمتد في جميع أنحاء البلاد، لذا فإن التجمع يعني ضرورة اللحاق بالكثير من الآخرين.
- ومن المتوقع أيضًا أن يكون هناك موقف إيجابي تجاه الصمم داخل مجتمع الصم. في ثقافة الصم، لا يُعتبر الصمم حالة تحتاج إلى علاج (انظر النموذج الطبي للإعاقة). تتمتع لغة الإشارة الأمريكية أيضًا بأهمية كبيرة بالنسبة لمجتمع الصم وهويته: فهي تمثل تحرير الأقلية اللغوية التي تعرضت للقمع لسنوات عديدة بسبب التعاليم الشفوية.

## المواقف تجاه زراعة القوقعة
توجد داخل مجتمعات الصم معارضة شديدة لاستخدام زراعة القوقعة وأحياناً أجهزة السمع والتقنيات المماثلة. وكثيرا ما يُبرر ذلك من خلال رفض الرأي القائل بأن الصمم، كحالة، هو شيء يحتاج إلى "إصلاح".
يزعم آخرون أن هذه التكنولوجيا تهدد أيضًا استمرار وجود ثقافة الصم، لكن كاثرين وودكوك تزعم أن التهديد الأكبر لثقافة الصم هو "رفض الأعضاء المحتملين لمجرد أنهم اعتادوا على السمع، أو لأن والديهم اختاروا لهم غرسة، أو لأنهم يجدون الصوت البيئي مفيدًا، وما إلى ذلك". قد تعمل غرسات القوقعة على تحسين إدراك الصوت للمستفيدين المناسبين، لكنها لا تعكس الصمم، أو تخلق إدراكًا طبيعيًا للأصوات.

## المواقف تجاه الشفوية كأسلوب تدريس
هناك معارضة قوية داخل مجتمعات الصم للطريقة الشفوية لتعليم الأطفال الصم التحدث وقراءة الشفاه مع استخدام محدود أو بدون استخدام لغة الإشارة في الفصل الدراسي. تهدف هذه الطريقة إلى تسهيل اندماج الأطفال الصم في المجتمعات السمعية، إلا أن فوائد التعلم في مثل هذه البيئة ما زالت محل نزاع. ويعد استخدام لغة الإشارة أيضًا أمرًا أساسيًا لهوية الصم، وتعتبر محاولات الحد من استخدامها بمثابة هجوم.

## قراءة إضافية
- Chamberlin، Mary (أبريل 2012). Dear Friends and Darling Romans. John Harding. ISBN:978-1-938375-03-3. مؤرشف من الأصل في 2023-11-15.
- "Deaf Clubs". Ifmyhandscouldspeak. 2009. مؤرشف من الأصل في 2023-11-15.
- Elliott، Eeva A.؛ Jacobs، Arthur M. (11 مارس 2013). "Facial Expressions, Emotions, and Sign Languages". Frontiers in Psychology. ج. 4: 115. DOI:10.3389/fpsyg.2013.00115. ISSN:1664-1078. PMC:3593340. PMID:23482994.
- Mitchell، Ross E.؛ Karchmer، Michael A. (1 أبريل 2004). "When Parents Are Deaf Versus Hard of Hearing: Patterns of Sign Use and School Placement of Deaf and Hard-of-Hearing Children". The Journal of Deaf Studies and Deaf Education. ج. 9 ع. 2: 133–152. DOI:10.1093/deafed/enh017. ISSN:1081-4159. PMID:15304437. مؤرشف من الأصل في 2024-03-05.
- Padden، Carol (2013). "Decline of Deaf clubs" (PDF). UCSD. مؤرشف من الأصل (PDF) في 2024-06-03.
- "Social". Gallaudet University. مؤرشف من الأصل في 2022-07-02.
- Henederix- Evans، Natalie. "#Deafbing is it thing? yes, #Deafbing". مؤرشف من الأصل في 2020-06-15. اطلع عليه بتاريخ 2020-06-15.
- Tavner، Sarah (30 مايو 2008). "A family with hereditary deafness speak of their pride in being deaf-GB". The Guardian. ISSN:0261-3077.
- Hendrix-Evans، Natalie. "#DEAFBING? YES, #DEAFBING. its a thing". مؤرشف من الأصل في 2020-06-15. اطلع عليه بتاريخ 2020-06-15.
- "How do I get a deaf person's attention?". 6 مارس 2016.
- ""If You Are Not Using Facial Expressions You Are Not Using ASL" American Sign Language (ASL)". www.lifeprint.com.
- "DawnSignPress - Store". www.dawnsign.com.
- "Deaf Culture American Sign Language (ASL)". asluniversity.com.
- Patterson، Thom (23 نوفمبر 2015). "Deaf culture in an American deaf family". CNN.
- "Deaf Culture Physical Touch | MT&A Sign Language Interpreting Practice". MT & Associates Sign Language Interpreting Practice. 2 فبراير 2017.
- "Deaf Culture".
- "DeafSpace: deaf window and hearing door". www.handspeak.com.
- "Fun Things to Know about Deaf Culture - SignOn Connect". Sign On. 12 مارس 2018.
- "Inside Deaf Culture — Carol Padden, Tom Humphries". www.hup.harvard.edu.
- "Problems Faced by Deaf Individuals in Finding Jobs". work.chron.com. يوليو 2013.
- Hasko، Janna (2 أبريل 2018). "Visual attention in the early childhood classroom". raisingandeducatingdeaf.
- Marcus، Lilit (18 مارس 2014). "What It's Like to Grow up in a Deaf Family". Teen Vogue.
- "When Is Sign Language Interpreting Required By Law?". Accredited Language Services.